# هانس كولبغورنسن
هانس كولبغورنسن (بالبوكمول: Hans Colbjørnsen) هو شخصية أعمال نرويجي، ولد في 1675 في سوروم في النرويج، وتوفي في 1754.